# Hormizd II.
Hormizd II. byl perský velkokrál z rodu Sásánovců vládnoucí v letech 302–309. Jeho otcem byl král Narsé (vládl 293–302), syny králové Ádhar Narsé a Šápúr II.; mimoto jsou známi ještě synové Hormizd a Šápúr (pozdější král Saků) a někdy k nim bývá řazen i budoucí velkokrál Ardašír II., jehož však část autorů označuje za syna Šápúra II.
Hormizd, který zdědil říši po svém otci Narsém, se z politických důvodů oženil s kušánskou princeznou. Za jeho vlády nedošlo k větším bojům s Římany, třebaže některé pozdější prameny, například dosti problematická Arbélská kronika, tvrdí opak.
Z náboženského hlediska byl Hormizd II. tolerantním panovníkem, a to zřejmě i vůči křesťanům, perzekvovaným zejména za Bahráma II. (276–293) – každopádně chybí doklady o jakýchkoli pronásledováních. Hormizdovo panování je jinak velmi špatně doloženo prameny, více informací je vlastně k dispozici až o dynastických zmatcích po jeho smrti, jež na perský trůn vynesly budoucího velkého válečníka Šápúra II., tehdy v kojeneckém věku; při těchto nepokojích byl nejstarší králův syn Ádhar Narsé po krátké vládě sesazen a další syn Hormizd skončil ve vězení.